# Напо (річка)
На́по (ісп. Napo) — річка в Еквадорі та Перу, ліва притока річки Амазонка.
Довжина річки становить 885 км, за іншими даними — 1 130 км, з яких 667 км протікає територією Перу. Площа басейну — 106 тисяч км². Найбільшою притокою є річка Курарай.
Бере початок в Андах, поблизу вулкана Котопахі. Тече на південний схід, перетинаючи в середній та нижній течії Амазонську низовину.
Паводки в період з червня по серпень. Середні витрати води 6 300 м³/с. В нижній течії судноплавна для невеликих суден.